# Dolar tajwański
Dolar tajwański – jednostka walutowa Republiki Chińskiej. 1 dolar = 100 centów.

## Nominały

### Monety
- 0,5 dolara
- 1 dolar
- 5 dolarów
- 10 dolarów
- 20 dolarów
- 50 dolarów

### Banknoty
- 100 dolarów
- 200 dolarów
- 500 dolarów
- 1000 dolarów
- 2000 dolarów